# Bertrand Roche
Pas d'image ? Cliquez ici
Sept sommets
Bertrand Roche, alias Zébulon (ou Zeb), né le 4 mars 1973, est un alpiniste, guide de haute montagne, parapentiste français, moniteur de parapente breveté d'état.

## Biographie
Le surnom de Zébulon, personnage monté sur ressorts du Manège enchanté, provient de son incapacité à rester en place.
À 11 ans, il atteint le sommet du mont Blanc qu'il a depuis gravi plus de quinze fois. À 12 ans, il s'initie au parapente et gravit aux États-Unis, avec son père Jean-Noël Roche, dit Pap’s, alpiniste himalayiste et parapentiste renommé, la célèbre paroi du Nose, El Capitan dans le Yosemite. Il est filmé pendant ce périple par Philippe Lallet, et deviendra le personnage central du film documentaire Pap's et Zébulon, ainsi que du livre écrit par Jean-Noël Roche et Claude Roche : Pap's et Zébulon, ou, Les aventures extraordinaires d'un alpiniste de 12 ans. À 14 ans, il traverse les Alpes en ski de randonnée — 2 000 kilomètres de l’Autriche à Nice.
Le 7 octobre 1990 à 17 ans, il gravit l’Everest, devenant alors certainement, à l'époque, le plus jeune summiter et, par la même occasion, le premier à atteindre le sommet en même temps que son père. Plus tard il décroche un titre de champion de France de ski alpiniste, puis intègre l’équipe de France de parapente avec laquelle il participe aux championnats de France, d’Europe et du monde.
Fondu de vol libre, il a rencontré sa femme Claire en équipe de France de parapente dont il est membre depuis 1994. En 1996, il crée avec sa femme Antipodes, société de pluriactivités sportives, ils organisent des séminaires d’entreprises, des stages de parapente et de montagne, à travers la planète. Il a notamment traversé les Pyrénées en parapente. En 2016, il intègre le Team Niviuk Aventures aux côtés notamment de Julien Irilli, Jean-Yves Fredriksen (Blotch) et réalise durant l'automne le premier décollage biplace à l'Ama Dablam (6 856 m) sous la toute nouvelle aile tandem monosurface BiSkin 2P.
Claire et Bertrand ont terminé en octobre 2002 leur périple des sept sommets : gravir en technique alpine le plus haut sommet de chaque continent et redescendre en parapente biplace : Aconcagua (Amérique du Sud), Kilimandjaro (Afrique), mont McKinley (Amérique du Nord), Elbrouz (Europe), massif Vinson (Antarctique), Everest (Asie), mont Kosciuszko (Australie).
Il est le seul Français à avoir gravi l'Everest par ses 2 versants, népalais et tibétain.
Il détient longtemps le record d'altitude en vol biplace (avec son père du col Sud au camp de base de l'Everest). Il est le seul parapentiste avec sa femme Claire Bernier à avoir décollé en biplace depuis le sommet de l'Everest (mai 2001) et du sommet du K2 (juillet 2024) après une ascension sans oxygène. Seul Jean-Marc Boivin avait avant lui décollé du plus haut sommet du monde, mais en parapente monoplace.

## Principales réalisations

### Escalade
- El Capitan
- Les Grandes Jorasses, pointe Walker
- Les Drus, face ouest par la voie américaine

### Expéditions
- L'Aconcagua en Amérique du Sud (avec décollage du sommet en 1996 et 2001)
- Le Kilimandjaro en Afrique
- Le mont McKinley en Amérique du Nord
- L'Elbrouz en Europe
- Le mont Vinson en Antarctique
- L'Everest (deux fois) en Asie
- Le mont Kosciuszko en Australie

### Parapente
- Participe au premier Vol 4807 du Mont-Blanc en juin 1986 avec son père.
- L 'Aconcagua en Amérique du Sud
- Le Kilimanjaro en Afrique
- Le Mac Kinley en Amérique du Nord
- L'Elbrouz en Europe
- Le Mont Vinson en Antarctique
- L'Everest
- Le Kosciuszko
- Traversée de la Manche en 2009
- Le K2 en 2024

### Autres
- Il est distingué en 1990 par la médaille de l'Académie des sports
- Il remporte en 2003, la 10e édition du Trophée Mer Montagne

## Sources
(octobre 2014).
- Everest news.com http://www.k2news.com/c1.htm
- Xavier Murillo, La folle histoire du parapente  (ISBN 2723410455)
- Les aigles du Léman http://www.lesaiglesduleman.fr/v2/fr/Infos/News/la-manche.html
- Hiver.com http://www.hiver.com/aventuriers,les-hommes,bernier-et-roche
- Seasailsurf.com http://www.seasailsurf.com/seasailsurf/actu/spip.php?article2036
- Aerostories.org http://www.aerostories.org/~aerobiblio/article1639.html
- Circlinghawk.com http://www.circlinghawk.com/crazybirds.html
- Millet http://www.millet.fr/discover-millet/who-is-millet/#2